# Mariona Cabassa
Mariona Cabassa, född 1977 i Barcelona, är en spansk (katalansk) illustratör. Hon är internationellt prisbelönt och har en bakgrund som lärare i konst och design.

## Biografi
Cabassa läste på konstskolan Massana i Barcelona och avslutade sina studier på konsthögskolorna i franska Bordeaux och Marseille.
Sedan 2001 har hon varit verksam som illustratör för spanska och utländska bokutgåvor, främst inom barn- och ungdomslitteratur. Hon arbetar också regelbundet för olika dagstidningar och i reklamsammanhang. Cabassa har även arbetat med tecknade serier och med animationsprojekt. Hon har deltagit i ett stort antal konstutställningar och arbetar från och till som lärare i konst och design vid sidan om sina egna workshopar.
Mariona Cabassa var 2005 officiell gäst på Barnboksmässan i Bologna. 2014 deltog hon som gäst på Bokmässan i Göteborg, där katalansk litteratur är ett av två huvudteman.
Mariona Cabassa vann både 2003 och 2009 pris från Kataloniens förening för yrkesillustratörer. 2010 mottog hon staden Santiago de Compostelas tredje Premio Internacional "Compostela" de Albums Ilustrados.